# Деркачова Ольга Сергіївна
О́льга Сергі́ївна Деркачо́ва (нар. 16 серпня 1978, Калуш Івано-Франківської області) — українська письменниця. Докторка філологічних наук, професорка кафедри української літератури Факультету філології Прикарпатського національного університету імені Василя Стефаника. Членкиня Національної спілки письменників України з 2010 р., Національної спілки журналістів України з 2019 р.

## Життєпис
Деркачова Ольга Сергіївна народилася 16 серпня 1978 р. У десятому класі вперше опублікувала вірш у газеті «Калуський нафтохімік».
Закінчила Прикарпатський національний університет ім. В. Стефаника, в якому зараз працює викладачем. Доктор філологічних наук.
Читає курси: сучасна українська мова з практикумом, дитяча література у Педагогічному інституті Прикарпатського національного університету імені Василя Стефаника.
Лауреат міської літературної премії імені Івана Франка за книгу «Синдром підсніжника». Лауреат обласної літературної премії імені Василя Стефаника за книгу «Крамниця щастя». Премія імені Василя Стефаника в галузі літератури є найвищою в області літературною відзнакою, якою відзначають твори, що утверджують високі гуманістичні ідеали, збагачують історичну пам'ять народу, його національну свідомість та самобутність.
За значний особистий внесок у соціально-економічний, науково-технічний, культурно-освітній розвиток Української держави, зразкове виконання службового обов'язку та багаторічну сумлінну працю нагороджена орденом княгині Ольги ІІІ ступеня (2020 рік).

## Доробок
Монографії та навчально-методичні посібники
- «Концепція світу в ліриці Аркадія Казки»;
- «Світ у тексті»;
- «Між мовчаннямі світом: Лірика Богдана Томенчука. Сфери буття» (Дискурсус, 2019)
- «Літературна казка Великої Британії» (у співавторстві з Соломією Ушневич);
- «Літературна казка Німеччини та Австрії» (у співавторстві з Соломією Ушневич),
- «Літературна казка Польщі» (у співавторстві з Соломією Ушневич)
- «Література та інклюзія» (у співавторстві з Соломією Ушневич)

Проза
- «Синдром підсніжника» (Тіповіт, 2006);[4]
- «За лондонським часом» (Тіповіт, 2008);
- «Крамниця щастя» (Дискурсус, 2013);[5][6][7]
- «Повидло з яблук» (Дискурсус, 2014)
- «Гуртівня штучних квітів» (Дискурсус, 2014)
- «Коли прокинешся» (Дискурсус, 2015, 2019)
- «Трикотажні метелики» (Дискурсус, 2015)
- «Дім Терези»[8](Дискурсус, 2018)
- «За лондонським часом» (Дискурсус, 2018)
- «Переписник пані Мулярової» (у співавторстві з Іриною Фіщук, Дискурсус,2019)

Інші твори
- Оповідання: «Синдром підсніжника», «Сонце без мене», «Не дратуйте янгола» — часопис «Кур'єр Кривбасу», 2004. № 171
- «Інтимні оповідки»: «Гуртожиток», «Помри, будь ласка», «Віртуальна дівчина», «Смерть автора» — часопис «Березіль», 2004. № 2
- «Інтертекст у поезії Станіслава Вишенського» (збірка «Альта») — часопис «Слово і час», 2004, № 11
- «Дві шухлядки і одна полиця», «Коханці моєї мами», «Рідна людина» — часопис «Березіль», 2005. № 5
- Оповідання: «Килими та мапи», «Коли мине цей день», «Ненавиджу!!!!», «Світло для тебе» — часопис Кальміюс. 2005. № 1
- «Мотив сонцепоклонництва у ліриці 20-х рр. ХХ ст.» — часопис Дивослово, 2005. № 4
- «Новели» — часопис «Березіль», 2005. № 5
- «Помаранчева трава» — часопис Кальміюс. 2005. № 2
- «Фактор часу» — часопис «Кур'єр Кривбасу». 2006. № 196
- Оповідання: «Кирпатий листочок», «Портрет на пам'ять», «Придумати смерть», «Сучка»[9], «Ця довга стіна» — часопис «Кур'єр Кривбасу», 2008. № 226-227
- Оповідання: «Уроки каліграфії», «Як не стають янголами», «Померти за тебе» — часопис «Перевал», 2007. № 1
- «Дружина загиблого героя» — часопис «Березіль», 2007. № 11-12
- «Чим тобі зарадити?» — «Літературна Україна». 2008, 4 грудня.
- Оповідання: «Власний дощ», «Дві канапки на обід», «Земля янголів», «Фотограф Северин» — часопис «Перевал». 2009. № 4
- «Любин маніяк» — часопис «Дніпро». 2009. № 12
- «Ілюстратор» — часопис «Березіль», 2010, № 3-4
- «Гуртівня штучних квітів» — часопис «Кур'єр Кривбасу», 2010. № 250-251
- «Пелюстки на долоні» — часопис «Дніпро». 2010. № 12
- Триптих: «Інфіковане місто», «Янгол онлайн», «Любов у крові» — часопис «Березіль». 2011. № 11-12
- «Пелюстки на долонях» — часопис «Дніпро». 2011. № 1
- «Точка неповернення» — часопис «Перевал». 2011. № 2-3
- «Зоряний хлопчик» — Мантикора. 2011. № 1
- Новели: «Запах кардамону», «Барні», «Бабусин вітер», «Доки не впадуть ці мури» — часопис «Перевал». 2012. № 4.
- «Повидло з яблук»: «Broken Angel», «Ніпрокого», «Повидло з яблук»[10], «Румба».[11] — часопис «Кур'єр Кривбасу». 2012. № 268-269-270.
- «Стати піною морською» — Мантикора. 2013. с. 102—106
- «Танго. Історія кохання» — часопис «Березіль». 2013, № 3-4
- «Третя пара», часопис «Дніпро». 2013, № 7-9
- «Тепло твоїх долонь» — часопис «Кур'єр Кривбасу». 2013. № 284-286[12]
- 2016 — колективна збірка оповідань та новел «Калейдоскоп життя» із серії «П'ять зірок» (редакція Міли Іванцової);
- 2016 — колективна збірка оповідань «Залізниці-потяги-вокзали» із серії «Дорожні історії» (редакції Міли Іванцової);
- 2017 — колективна збірка оповідань «Велосипед мого серця» із серії «Дорожні історії»

Дисертація
- Деркачова Ольга Сергіївна. Поезія Аркадія Казки та її місце в літературному процесі перших десятиліть XX ст.: дисертація канд. філол. наук: 10.01.01 / Прикарпатський ун-т ім. Василя Стефаника. — Івано-Франківськ, 2003.